# چهارقاش (ایذه، غرب)
چهارقاش (چهارقاش سلحشور) یک منطقهٔ مسکونی در ایران است که در دهستان سوسن غربی شهرستان ایذه استان خوزستان واقع شده‌است.

## جمعیت
این روستا در دهستان سوسن غربی قرار دارد و بر اساس سرشماری مرکز آمار ایران در سال ۱۳۸۵، جمعیت آن ۹۱ نفر (۱۵ خانوار) بوده‌است.